# 전설의 레전드
《전설의 레전드》는 매주 토요일 강냉이 작가가 연재하는 네이버 웹툰이다.